# La Bernardière
La Bernardière – miejscowość i gmina we Francji, w regionie Kraj Loary, w departamencie Wandea.
Według danych na rok 1990 gminę zamieszkiwało 1109 osób, a gęstość zaludnienia wynosiła 78 osób/km² (wśród 1504 gmin Kraju Loary La Bernardière plasuje się na 529. miejscu pod względem liczby ludności, natomiast pod względem powierzchni na miejscu 816.).